# Perfect Balance
Perfect Balance è il quarto album pubblicato dalla band heavy metal Balance of Power, nel 2001.

## Il disco
Il disco è un esponente di un metal melodico con canoni power e prog che ha una buona base di ascolto e una sterminata pletora di gruppi i quali, tra alti e bassi, si destreggiano nel genere. I Balance Of Power si muovono con un certo stile all'interno di questa corrente, inserendo molteplici spunti, che vanno dal barocco al trash, passando per orchestrazioni e vari arrangiamenti.
Gran parte del messaggio stilistico dell'album è affidato alla opener "Higher than the sun", che evidenzia molto bene il modo di comporre del gruppo inglese: buon riffing dal suono concreto, refrain molto "catchy" e corali, e una relativa debolezza compositiva nella parte solistica. Chitarre e tastiere cercano sempre di intrecciarsi nel puro stile Symphony X, ma spesso producono sterili esercizi di stile che non vanno oltre a veloci scale o arpeggi, e l'ascoltatore facilmente può accorgersi del fatto che, nonostante ogni canzone abbia una propria forte identità, gli assoli siano tutti abbastanza somiglianti l'uno con l'altro. Buone le prestazioni vocali del cantante, in questo e nel prossimo pezzo, così come in "One voice", altro esempio della duttilità vocale del frontman, che ben si adatta ai cori di questo pezzo ben sostenuto anche da tastiere e sezione ritmica. Altre buone tracce possono essere "House of Cain" e "Hard life", ma nessuna canzone mostra assoli originali e sopra le righe, mentre tutte si fanno apprezzare per l'ottima costruzione di riff e ritornelli.

## Tracce
1. Higher Than the Sun – 7:03
2. Shelter Me – 5:17
3. Fire Dance – 6:51
4. One Voice – 5:24
5. The Pleasure Room – 6:02
6. Killer or the Cure – 5:37
7. House of Cain – 5:05
8. Hard Life – 6:34
9. Searching for the Truth – 4:47

1. "Time of Our Lives"*
2. "The Other Side of Paradise"*

## Formazione
- Lance King – voce
- Pete Southern – chitarra
- Bill Yates – chitarra
- Tony Ritchie – basso
- Lionel Hicks – batteria

Altri musicisti
- Leon Lawson – tastiere